# Flămândai offenzíva

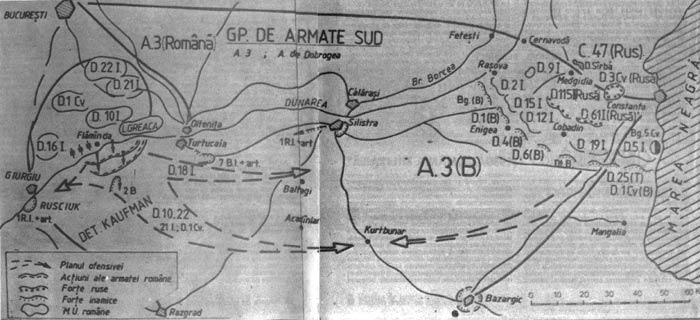
Az offenzíva tervrajza

A flămândai offenzíva román hadművelet volt az első világháború idején, amelyre 1916. szeptember 29. és október 5. között került sor. Az offenzíva célja a Dobrudzsában előrenyomuló bolgár és német csapatok lelassítása lett volna, egy a Dunán keresztül Rusze bolgár város irányába indított elterelő offenzívával, illetve egy dobrudzsai ellenoffenzívával. Habár a román csapatoknak sikerült a Dunán átkelniük, nem voltak képesek a bolgár–német állás áttörésére, így október 5-én Alexandru Averescu román tábornok visszavonta csapatait a Duna román oldalára.

## Előzmények
Románia 1916. augusztus 27-én lépett be az első világháborúba, az antant oldalán, támadást indítva szomszédja, az Osztrák–Magyar Monarchia ellen, megkezdve Erdély megszállását. Habár az offenzíva kezdetben sikeres volt, szeptember elején a központi hatalmak csapatai megállították a román előrenyomulást és ellentámadásba lendültek Hátszeg térségében. Időközben, szeptember 1-jén, egy bolgár–német hadsereg Nikola Zsekov és August von Mackensen vezetésével betört a román uralom alatt levő Dobrudzsába és súlyos vereséget mért a románokra a turtucaiai csatában.
A német–bolgár csapatok előrenyomulására válaszul megkezdődött egy védekező hadművelet kidolgozása. melynek értelmi szerzője a 3. román hadsereg parancsnoka, Alexandru Averescu tábornok volt. Averescu úgy gondolta, hogy az ellenséges előrenyomulást egy Dobrudzsában indítandó közös román–orosz, illetve egy, az Alsó-Duna térségében indítandó román offenzívával meg lehet állítani. Ennek érdekében egy, az Andrej Zajoncskovszkij tábornok vezette orosz segédcsapatokkal megerősített sereget küldött Cobadin és Kurtbunar bevételére, míg egy másik sereg az Oltenița melletti Flămânda kikötőnél gyülekezett a támadás megindítására várva.

## A hadművelet
A román támadás szeptember 29-én indult heves tüzérségi előkészítéssel. Habár a román csapatok már aznap megkíséreltek átkelni a Dunán, ezt a próbálkozásukat meghiúsította a Császári és Királyi Haditengerészet dunai flottillája. 
Október 1-jén egy pontonhídon keresztül végül sikerült átkelniük, és kialakítottak egy 14 km széles, 4 km mély hídfőt a Duna bulgáriai oldalán, Rjahovo település környékén. A bolgár–német csapatok heves ellentámadással válaszoltak, a román katonák helyzetét pedig tovább nehezítette az a tény, hogy az október 2-ára virradó éjszaka a Dunán való átkeléshez használt pontonhidat egy vihar súlyosan megrongálta. 
Időközben a román–orosz csapatok Dobrudzsában is támadásba lendültek, de a hadművelet súlyos kudarcba fulladt, így a flămândai offenzíva is értelmetlenné vált. Ennek következtében Averescu tábornok október 5-én leállította a támadást, majd a hadműveletben részt vevő egységeket a dél-erdélyi frontvonalra küldte. 
Az offenzíva kudarcát követően az Al-Duna térsége megszűnt hadműveleti terület lenni, egészen 1916 novemberéig, amikor Mackensen csapatai Zimnicea térségében átkeltek a folyón, és megkezdték előrenyomulásukat Bukarest irányába.